# Viola cuatrecasasii
Viola cuatrecasasii är en violväxtart som beskrevs av L. B. Smith och Fernondez-perez. Viola cuatrecasasii ingår i släktet violer, och familjen violväxter. Inga underarter finns listade i Catalogue of Life.